# Норт, Хелен
Хелен Норт (Helen F. (Florence) North; 1921 — 21.01.2012, Суортмор) — американский учёный-классицист.
Доктор философии (1945), эмерит-профессор Суортмор-колледжа, где преподавала с 1948 года. Член Американского философского общества (1991).
Сестра — Мэри (станет ее соавтором).
Окончила Корнелл (бакалавр, 1942). Там же получила степень доктора философии.
С 1948 по 1991 год преподавала в Суортмор-колледже, затем его эмерит-профессор (Centennial Professor) классики. Преподавала также в ряде других заведений, в частности в Барнард-колледже, Колумбийском университете, альма-матер Корнелле. Являлась редактором Journal of the History of Ideas. 
В 1976 году президент American Philological Association, отмечена ее Distinguished Service Medal. 
В 1995 году удостоилась Centennial Medal от American Academy in Rome, в совете которой состояла с 1972 по 1991 г. 
Почётный доктор, в частности Йеля.
Первая книга — Sophrosyne: Self-Knowledge and Self-Restraint in Greek Literature (1966) — была отмечена Goodwin Award (1969). Также автор From Myth to Icon: Reflections of Greek Ethical Doctrine in Greek Literature and Art (1979). Автор десятков статей.